# Mistrovství světa v zápasu ve volném stylu 1959
Mistrovství světa v zápasu ve volném stylu 1959 se uskutečnilo v Teheránu,  Írán.    

## Přehled medailí

### Volný styl
| Kategorie  | Zlato                  | Stříbro            | Bronz             |
| ---------- | ---------------------- | ------------------ | ----------------- |
| do 52 kg   | Ali Aliyev             | Ahmet Bilek        | Muhammad Niaz     |
| do 57 kg   | Hüseyin Akbaş          | Tauno Jaskari      | Vladimir Arsenyan |
| do 62 kg   | Mustafa Dağıstanlı     | Stancho Ivanov     | Muhammad Akhtar   |
| do 67 kg   | Vladimir Sinyavsky     | Enyu Valchev       | Hayrullah Şahin   |
| do 73 kg   | Emámalí Habíbí (IRI)   | Vakhtang Balavadze | İsmail Ogan       |
| do 79 kg   | Giorgi Schirtladze     | Géza Hollósi       | Lothar Lippa      |
| do 87 kg   | Golamrezá Tachtí (IRI) | Petko Sirakov      | Maurice Jacquel   |
| nad +87 kg | Ljutvi Achmedov (BUL)  | Hamit Kaplan       | Savkuds Dzarasov  |

## Týmové hodnocení
| Pořadí | Muži volný styl | Muži volný styl |
| Pořadí | Tým             | Body            |
| ------ | --------------- | --------------- |
| 1      | Sovětský svaz   | 36              |
| 2      | Turecko         | 33              |
| 3      | Bulharsko       | 22              |
| 4      | Írán            | 20              |